# 溪州庄
溪州庄，為1920年~1945年間存在之行政區，轄屬台中州北斗郡。今彰化縣溪州鄉。

## 街庄原名
原屬
- 東螺東堡之圳藔、西畔庄、下霸庄、下水埔庄、過溪仔庄
- 東螺西堡之溪洲、舊眉庄、溪漧厝庄、三條圳庄、潮洋厝、水尾[1]

## 行政區劃
溪州庄轄域內分為溪州、圳寮、西畔、下霸、下水埔、過溪子、舊眉、溪墘厝、三條圳、潮洋厝、水尾十一個大字。
溪州大字下有「溪州」、「瓦厝」小字名。